# Oenothera deflexa
Onagre à petites fleurs
Espèce
Classification phylogénétique
Oenothera deflexa, l'Onagre à petites fleurs, est une espèce de plantes à fleurs de la famille des Onagracées. C'est une plante herbacée.
Le genre Oenothera est originaire d'Amérique. À la suite de mutations et d'hybridations, de nouvelles espèces ont pris naissance en Europe. Le traitement taxonomique en résultant est difficile ; le nombre de taxons reconnus et leur niveau hiérarchique sont différents d'un auteur à l'autre.
Environ 500 espèces d'Oenothera ont été décrites, or seule une vingtaine seraient valides. Oenothera deflexa est une espèce en cours de validation.

## Caractéristiques
- catégorie : bisannuelle
- port : érigé
- feuillage : rosette de feuilles lancéolées, poilues et feuilles sur la hampe érigée
- floraison : été, parfumée, s'ouvrant le soir
- couleur : jaune
- Hauteur : 0,6 m (jusqu'à 1,5 m).

## Synonyme
- Oenothera lipiensis

## Étymologie
« Oenothera » : du grec oinos (vin) et thêr (animaux sauvages) : on disait que la racine d’onagre trempée dans du vin était apte à apprivoiser les animaux sauvages.